# Lovelyようちえん日記
『Lovelyようちえん日記』（ラブリーようちえんにっき）は、クリエイティヴ・コアから2009年11月19日に発売されたニンテンドーDS用ゲームソフト。
あこがれガールズコレクションシリーズの第2弾。

## 概要
幼稚園の先生の仕事をミニゲームで体験する女の子向けのアドベンチャーゲーム。

## 登場人物
うの さくら

はとやま まもる

そうま けい

ねづ ふじこ

### 園児
さるはし つよし

かめい ただし

しかみね らん

すずめだ ゆり